# Гемсбок
Гемсбок (Oryx gazella) — вид антилоп, поширений в Африці від північних кордонів Сахари до ПАР. Існує 3 підвиди, які іноді вважаються окремими видами.
Довжина тіла становить 160—235 см, висота в холці — 90-140 см, маса тіла — 100—120 кг. Мешкає в пустелях та степах. Харчується травами, бульбами, в меншій мірі листками та паростками чагарників. Місяцями може бути без води. Перспективний вид для одомашнення та розведення на фермах разом з домашньою худобою.
Чисельність підвиду, що мешкає біля південних кордонів Сахари в Чаді, Малі, Нігері та Судані, скорочується (приблизно 2 000 особин); занесений до Червоної книги МСОП.